# Сециште (шах)
Сециште је проблемска тема из области проблемског шаха.
Сециште белог настаје у проблему кад једна бела фигура играјући на одређено поље затвара линију друге беле фигуре. У двопотезном проблему, мат с белим сециштем може бити допуштен помоћу:
- самоблокаде црног, или
- отварања линије или сецишта с везаном фигуром.

## Примери

### Сециште белог
|   | a | b | c | d | e | f | g | h |   |
| 8 | b6 white queen · g6 white knight · c5 black knight · d5 black king · f5 white bishop · b4 black bishop · h4 white rook · c3 black queen · e3 white pawn · h3 white king · c2 white knight | b6 white queen · g6 white knight · c5 black knight · d5 black king · f5 white bishop · b4 black bishop · h4 white rook · c3 black queen · e3 white pawn · h3 white king · c2 white knight | b6 white queen · g6 white knight · c5 black knight · d5 black king · f5 white bishop · b4 black bishop · h4 white rook · c3 black queen · e3 white pawn · h3 white king · c2 white knight | b6 white queen · g6 white knight · c5 black knight · d5 black king · f5 white bishop · b4 black bishop · h4 white rook · c3 black queen · e3 white pawn · h3 white king · c2 white knight | b6 white queen · g6 white knight · c5 black knight · d5 black king · f5 white bishop · b4 black bishop · h4 white rook · c3 black queen · e3 white pawn · h3 white king · c2 white knight | b6 white queen · g6 white knight · c5 black knight · d5 black king · f5 white bishop · b4 black bishop · h4 white rook · c3 black queen · e3 white pawn · h3 white king · c2 white knight | b6 white queen · g6 white knight · c5 black knight · d5 black king · f5 white bishop · b4 black bishop · h4 white rook · c3 black queen · e3 white pawn · h3 white king · c2 white knight | b6 white queen · g6 white knight · c5 black knight · d5 black king · f5 white bishop · b4 black bishop · h4 white rook · c3 black queen · e3 white pawn · h3 white king · c2 white knight | 8 |
| 7 | b6 white queen · g6 white knight · c5 black knight · d5 black king · f5 white bishop · b4 black bishop · h4 white rook · c3 black queen · e3 white pawn · h3 white king · c2 white knight | b6 white queen · g6 white knight · c5 black knight · d5 black king · f5 white bishop · b4 black bishop · h4 white rook · c3 black queen · e3 white pawn · h3 white king · c2 white knight | b6 white queen · g6 white knight · c5 black knight · d5 black king · f5 white bishop · b4 black bishop · h4 white rook · c3 black queen · e3 white pawn · h3 white king · c2 white knight | b6 white queen · g6 white knight · c5 black knight · d5 black king · f5 white bishop · b4 black bishop · h4 white rook · c3 black queen · e3 white pawn · h3 white king · c2 white knight | b6 white queen · g6 white knight · c5 black knight · d5 black king · f5 white bishop · b4 black bishop · h4 white rook · c3 black queen · e3 white pawn · h3 white king · c2 white knight | b6 white queen · g6 white knight · c5 black knight · d5 black king · f5 white bishop · b4 black bishop · h4 white rook · c3 black queen · e3 white pawn · h3 white king · c2 white knight | b6 white queen · g6 white knight · c5 black knight · d5 black king · f5 white bishop · b4 black bishop · h4 white rook · c3 black queen · e3 white pawn · h3 white king · c2 white knight | b6 white queen · g6 white knight · c5 black knight · d5 black king · f5 white bishop · b4 black bishop · h4 white rook · c3 black queen · e3 white pawn · h3 white king · c2 white knight | 7 |
| 6 | b6 white queen · g6 white knight · c5 black knight · d5 black king · f5 white bishop · b4 black bishop · h4 white rook · c3 black queen · e3 white pawn · h3 white king · c2 white knight | b6 white queen · g6 white knight · c5 black knight · d5 black king · f5 white bishop · b4 black bishop · h4 white rook · c3 black queen · e3 white pawn · h3 white king · c2 white knight | b6 white queen · g6 white knight · c5 black knight · d5 black king · f5 white bishop · b4 black bishop · h4 white rook · c3 black queen · e3 white pawn · h3 white king · c2 white knight | b6 white queen · g6 white knight · c5 black knight · d5 black king · f5 white bishop · b4 black bishop · h4 white rook · c3 black queen · e3 white pawn · h3 white king · c2 white knight | b6 white queen · g6 white knight · c5 black knight · d5 black king · f5 white bishop · b4 black bishop · h4 white rook · c3 black queen · e3 white pawn · h3 white king · c2 white knight | b6 white queen · g6 white knight · c5 black knight · d5 black king · f5 white bishop · b4 black bishop · h4 white rook · c3 black queen · e3 white pawn · h3 white king · c2 white knight | b6 white queen · g6 white knight · c5 black knight · d5 black king · f5 white bishop · b4 black bishop · h4 white rook · c3 black queen · e3 white pawn · h3 white king · c2 white knight | b6 white queen · g6 white knight · c5 black knight · d5 black king · f5 white bishop · b4 black bishop · h4 white rook · c3 black queen · e3 white pawn · h3 white king · c2 white knight | 6 |
| 5 | b6 white queen · g6 white knight · c5 black knight · d5 black king · f5 white bishop · b4 black bishop · h4 white rook · c3 black queen · e3 white pawn · h3 white king · c2 white knight | b6 white queen · g6 white knight · c5 black knight · d5 black king · f5 white bishop · b4 black bishop · h4 white rook · c3 black queen · e3 white pawn · h3 white king · c2 white knight | b6 white queen · g6 white knight · c5 black knight · d5 black king · f5 white bishop · b4 black bishop · h4 white rook · c3 black queen · e3 white pawn · h3 white king · c2 white knight | b6 white queen · g6 white knight · c5 black knight · d5 black king · f5 white bishop · b4 black bishop · h4 white rook · c3 black queen · e3 white pawn · h3 white king · c2 white knight | b6 white queen · g6 white knight · c5 black knight · d5 black king · f5 white bishop · b4 black bishop · h4 white rook · c3 black queen · e3 white pawn · h3 white king · c2 white knight | b6 white queen · g6 white knight · c5 black knight · d5 black king · f5 white bishop · b4 black bishop · h4 white rook · c3 black queen · e3 white pawn · h3 white king · c2 white knight | b6 white queen · g6 white knight · c5 black knight · d5 black king · f5 white bishop · b4 black bishop · h4 white rook · c3 black queen · e3 white pawn · h3 white king · c2 white knight | b6 white queen · g6 white knight · c5 black knight · d5 black king · f5 white bishop · b4 black bishop · h4 white rook · c3 black queen · e3 white pawn · h3 white king · c2 white knight | 5 |
| 4 | b6 white queen · g6 white knight · c5 black knight · d5 black king · f5 white bishop · b4 black bishop · h4 white rook · c3 black queen · e3 white pawn · h3 white king · c2 white knight | b6 white queen · g6 white knight · c5 black knight · d5 black king · f5 white bishop · b4 black bishop · h4 white rook · c3 black queen · e3 white pawn · h3 white king · c2 white knight | b6 white queen · g6 white knight · c5 black knight · d5 black king · f5 white bishop · b4 black bishop · h4 white rook · c3 black queen · e3 white pawn · h3 white king · c2 white knight | b6 white queen · g6 white knight · c5 black knight · d5 black king · f5 white bishop · b4 black bishop · h4 white rook · c3 black queen · e3 white pawn · h3 white king · c2 white knight | b6 white queen · g6 white knight · c5 black knight · d5 black king · f5 white bishop · b4 black bishop · h4 white rook · c3 black queen · e3 white pawn · h3 white king · c2 white knight | b6 white queen · g6 white knight · c5 black knight · d5 black king · f5 white bishop · b4 black bishop · h4 white rook · c3 black queen · e3 white pawn · h3 white king · c2 white knight | b6 white queen · g6 white knight · c5 black knight · d5 black king · f5 white bishop · b4 black bishop · h4 white rook · c3 black queen · e3 white pawn · h3 white king · c2 white knight | b6 white queen · g6 white knight · c5 black knight · d5 black king · f5 white bishop · b4 black bishop · h4 white rook · c3 black queen · e3 white pawn · h3 white king · c2 white knight | 4 |
| 3 | b6 white queen · g6 white knight · c5 black knight · d5 black king · f5 white bishop · b4 black bishop · h4 white rook · c3 black queen · e3 white pawn · h3 white king · c2 white knight | b6 white queen · g6 white knight · c5 black knight · d5 black king · f5 white bishop · b4 black bishop · h4 white rook · c3 black queen · e3 white pawn · h3 white king · c2 white knight | b6 white queen · g6 white knight · c5 black knight · d5 black king · f5 white bishop · b4 black bishop · h4 white rook · c3 black queen · e3 white pawn · h3 white king · c2 white knight | b6 white queen · g6 white knight · c5 black knight · d5 black king · f5 white bishop · b4 black bishop · h4 white rook · c3 black queen · e3 white pawn · h3 white king · c2 white knight | b6 white queen · g6 white knight · c5 black knight · d5 black king · f5 white bishop · b4 black bishop · h4 white rook · c3 black queen · e3 white pawn · h3 white king · c2 white knight | b6 white queen · g6 white knight · c5 black knight · d5 black king · f5 white bishop · b4 black bishop · h4 white rook · c3 black queen · e3 white pawn · h3 white king · c2 white knight | b6 white queen · g6 white knight · c5 black knight · d5 black king · f5 white bishop · b4 black bishop · h4 white rook · c3 black queen · e3 white pawn · h3 white king · c2 white knight | b6 white queen · g6 white knight · c5 black knight · d5 black king · f5 white bishop · b4 black bishop · h4 white rook · c3 black queen · e3 white pawn · h3 white king · c2 white knight | 3 |
| 2 | b6 white queen · g6 white knight · c5 black knight · d5 black king · f5 white bishop · b4 black bishop · h4 white rook · c3 black queen · e3 white pawn · h3 white king · c2 white knight | b6 white queen · g6 white knight · c5 black knight · d5 black king · f5 white bishop · b4 black bishop · h4 white rook · c3 black queen · e3 white pawn · h3 white king · c2 white knight | b6 white queen · g6 white knight · c5 black knight · d5 black king · f5 white bishop · b4 black bishop · h4 white rook · c3 black queen · e3 white pawn · h3 white king · c2 white knight | b6 white queen · g6 white knight · c5 black knight · d5 black king · f5 white bishop · b4 black bishop · h4 white rook · c3 black queen · e3 white pawn · h3 white king · c2 white knight | b6 white queen · g6 white knight · c5 black knight · d5 black king · f5 white bishop · b4 black bishop · h4 white rook · c3 black queen · e3 white pawn · h3 white king · c2 white knight | b6 white queen · g6 white knight · c5 black knight · d5 black king · f5 white bishop · b4 black bishop · h4 white rook · c3 black queen · e3 white pawn · h3 white king · c2 white knight | b6 white queen · g6 white knight · c5 black knight · d5 black king · f5 white bishop · b4 black bishop · h4 white rook · c3 black queen · e3 white pawn · h3 white king · c2 white knight | b6 white queen · g6 white knight · c5 black knight · d5 black king · f5 white bishop · b4 black bishop · h4 white rook · c3 black queen · e3 white pawn · h3 white king · c2 white knight | 2 |
| 1 | b6 white queen · g6 white knight · c5 black knight · d5 black king · f5 white bishop · b4 black bishop · h4 white rook · c3 black queen · e3 white pawn · h3 white king · c2 white knight | b6 white queen · g6 white knight · c5 black knight · d5 black king · f5 white bishop · b4 black bishop · h4 white rook · c3 black queen · e3 white pawn · h3 white king · c2 white knight | b6 white queen · g6 white knight · c5 black knight · d5 black king · f5 white bishop · b4 black bishop · h4 white rook · c3 black queen · e3 white pawn · h3 white king · c2 white knight | b6 white queen · g6 white knight · c5 black knight · d5 black king · f5 white bishop · b4 black bishop · h4 white rook · c3 black queen · e3 white pawn · h3 white king · c2 white knight | b6 white queen · g6 white knight · c5 black knight · d5 black king · f5 white bishop · b4 black bishop · h4 white rook · c3 black queen · e3 white pawn · h3 white king · c2 white knight | b6 white queen · g6 white knight · c5 black knight · d5 black king · f5 white bishop · b4 black bishop · h4 white rook · c3 black queen · e3 white pawn · h3 white king · c2 white knight | b6 white queen · g6 white knight · c5 black knight · d5 black king · f5 white bishop · b4 black bishop · h4 white rook · c3 black queen · e3 white pawn · h3 white king · c2 white knight | b6 white queen · g6 white knight · c5 black knight · d5 black king · f5 white bishop · b4 black bishop · h4 white rook · c3 black queen · e3 white pawn · h3 white king · c2 white knight | 1 |
|   | a | b | c | d | e | f | g | h |   |

### Сециште црног
|   | a | b | c | d | e | f | g | h |   |
| 8 | e8 white rook · a7 black pawn · d7 black pawn · e7 white king · f7 white queen · h7 black rook · a6 black rook · d6 black pawn · f6 white bishop · g6 black pawn · h6 black bishop · a5 black queen · d5 black pawn · g5 white pawn · h5 black knight · a4 black bishop · e4 black king · f4 black pawn · h4 white knight · a3 black pawn · b3 white bishop · e3 white pawn · f3 white knight · a2 white pawn · c2 white pawn · b1 black knight · e1 white rook | e8 white rook · a7 black pawn · d7 black pawn · e7 white king · f7 white queen · h7 black rook · a6 black rook · d6 black pawn · f6 white bishop · g6 black pawn · h6 black bishop · a5 black queen · d5 black pawn · g5 white pawn · h5 black knight · a4 black bishop · e4 black king · f4 black pawn · h4 white knight · a3 black pawn · b3 white bishop · e3 white pawn · f3 white knight · a2 white pawn · c2 white pawn · b1 black knight · e1 white rook | e8 white rook · a7 black pawn · d7 black pawn · e7 white king · f7 white queen · h7 black rook · a6 black rook · d6 black pawn · f6 white bishop · g6 black pawn · h6 black bishop · a5 black queen · d5 black pawn · g5 white pawn · h5 black knight · a4 black bishop · e4 black king · f4 black pawn · h4 white knight · a3 black pawn · b3 white bishop · e3 white pawn · f3 white knight · a2 white pawn · c2 white pawn · b1 black knight · e1 white rook | e8 white rook · a7 black pawn · d7 black pawn · e7 white king · f7 white queen · h7 black rook · a6 black rook · d6 black pawn · f6 white bishop · g6 black pawn · h6 black bishop · a5 black queen · d5 black pawn · g5 white pawn · h5 black knight · a4 black bishop · e4 black king · f4 black pawn · h4 white knight · a3 black pawn · b3 white bishop · e3 white pawn · f3 white knight · a2 white pawn · c2 white pawn · b1 black knight · e1 white rook | e8 white rook · a7 black pawn · d7 black pawn · e7 white king · f7 white queen · h7 black rook · a6 black rook · d6 black pawn · f6 white bishop · g6 black pawn · h6 black bishop · a5 black queen · d5 black pawn · g5 white pawn · h5 black knight · a4 black bishop · e4 black king · f4 black pawn · h4 white knight · a3 black pawn · b3 white bishop · e3 white pawn · f3 white knight · a2 white pawn · c2 white pawn · b1 black knight · e1 white rook | e8 white rook · a7 black pawn · d7 black pawn · e7 white king · f7 white queen · h7 black rook · a6 black rook · d6 black pawn · f6 white bishop · g6 black pawn · h6 black bishop · a5 black queen · d5 black pawn · g5 white pawn · h5 black knight · a4 black bishop · e4 black king · f4 black pawn · h4 white knight · a3 black pawn · b3 white bishop · e3 white pawn · f3 white knight · a2 white pawn · c2 white pawn · b1 black knight · e1 white rook | e8 white rook · a7 black pawn · d7 black pawn · e7 white king · f7 white queen · h7 black rook · a6 black rook · d6 black pawn · f6 white bishop · g6 black pawn · h6 black bishop · a5 black queen · d5 black pawn · g5 white pawn · h5 black knight · a4 black bishop · e4 black king · f4 black pawn · h4 white knight · a3 black pawn · b3 white bishop · e3 white pawn · f3 white knight · a2 white pawn · c2 white pawn · b1 black knight · e1 white rook | e8 white rook · a7 black pawn · d7 black pawn · e7 white king · f7 white queen · h7 black rook · a6 black rook · d6 black pawn · f6 white bishop · g6 black pawn · h6 black bishop · a5 black queen · d5 black pawn · g5 white pawn · h5 black knight · a4 black bishop · e4 black king · f4 black pawn · h4 white knight · a3 black pawn · b3 white bishop · e3 white pawn · f3 white knight · a2 white pawn · c2 white pawn · b1 black knight · e1 white rook | 8 |
| 7 | e8 white rook · a7 black pawn · d7 black pawn · e7 white king · f7 white queen · h7 black rook · a6 black rook · d6 black pawn · f6 white bishop · g6 black pawn · h6 black bishop · a5 black queen · d5 black pawn · g5 white pawn · h5 black knight · a4 black bishop · e4 black king · f4 black pawn · h4 white knight · a3 black pawn · b3 white bishop · e3 white pawn · f3 white knight · a2 white pawn · c2 white pawn · b1 black knight · e1 white rook | e8 white rook · a7 black pawn · d7 black pawn · e7 white king · f7 white queen · h7 black rook · a6 black rook · d6 black pawn · f6 white bishop · g6 black pawn · h6 black bishop · a5 black queen · d5 black pawn · g5 white pawn · h5 black knight · a4 black bishop · e4 black king · f4 black pawn · h4 white knight · a3 black pawn · b3 white bishop · e3 white pawn · f3 white knight · a2 white pawn · c2 white pawn · b1 black knight · e1 white rook | e8 white rook · a7 black pawn · d7 black pawn · e7 white king · f7 white queen · h7 black rook · a6 black rook · d6 black pawn · f6 white bishop · g6 black pawn · h6 black bishop · a5 black queen · d5 black pawn · g5 white pawn · h5 black knight · a4 black bishop · e4 black king · f4 black pawn · h4 white knight · a3 black pawn · b3 white bishop · e3 white pawn · f3 white knight · a2 white pawn · c2 white pawn · b1 black knight · e1 white rook | e8 white rook · a7 black pawn · d7 black pawn · e7 white king · f7 white queen · h7 black rook · a6 black rook · d6 black pawn · f6 white bishop · g6 black pawn · h6 black bishop · a5 black queen · d5 black pawn · g5 white pawn · h5 black knight · a4 black bishop · e4 black king · f4 black pawn · h4 white knight · a3 black pawn · b3 white bishop · e3 white pawn · f3 white knight · a2 white pawn · c2 white pawn · b1 black knight · e1 white rook | e8 white rook · a7 black pawn · d7 black pawn · e7 white king · f7 white queen · h7 black rook · a6 black rook · d6 black pawn · f6 white bishop · g6 black pawn · h6 black bishop · a5 black queen · d5 black pawn · g5 white pawn · h5 black knight · a4 black bishop · e4 black king · f4 black pawn · h4 white knight · a3 black pawn · b3 white bishop · e3 white pawn · f3 white knight · a2 white pawn · c2 white pawn · b1 black knight · e1 white rook | e8 white rook · a7 black pawn · d7 black pawn · e7 white king · f7 white queen · h7 black rook · a6 black rook · d6 black pawn · f6 white bishop · g6 black pawn · h6 black bishop · a5 black queen · d5 black pawn · g5 white pawn · h5 black knight · a4 black bishop · e4 black king · f4 black pawn · h4 white knight · a3 black pawn · b3 white bishop · e3 white pawn · f3 white knight · a2 white pawn · c2 white pawn · b1 black knight · e1 white rook | e8 white rook · a7 black pawn · d7 black pawn · e7 white king · f7 white queen · h7 black rook · a6 black rook · d6 black pawn · f6 white bishop · g6 black pawn · h6 black bishop · a5 black queen · d5 black pawn · g5 white pawn · h5 black knight · a4 black bishop · e4 black king · f4 black pawn · h4 white knight · a3 black pawn · b3 white bishop · e3 white pawn · f3 white knight · a2 white pawn · c2 white pawn · b1 black knight · e1 white rook | e8 white rook · a7 black pawn · d7 black pawn · e7 white king · f7 white queen · h7 black rook · a6 black rook · d6 black pawn · f6 white bishop · g6 black pawn · h6 black bishop · a5 black queen · d5 black pawn · g5 white pawn · h5 black knight · a4 black bishop · e4 black king · f4 black pawn · h4 white knight · a3 black pawn · b3 white bishop · e3 white pawn · f3 white knight · a2 white pawn · c2 white pawn · b1 black knight · e1 white rook | 7 |
| 6 | e8 white rook · a7 black pawn · d7 black pawn · e7 white king · f7 white queen · h7 black rook · a6 black rook · d6 black pawn · f6 white bishop · g6 black pawn · h6 black bishop · a5 black queen · d5 black pawn · g5 white pawn · h5 black knight · a4 black bishop · e4 black king · f4 black pawn · h4 white knight · a3 black pawn · b3 white bishop · e3 white pawn · f3 white knight · a2 white pawn · c2 white pawn · b1 black knight · e1 white rook | e8 white rook · a7 black pawn · d7 black pawn · e7 white king · f7 white queen · h7 black rook · a6 black rook · d6 black pawn · f6 white bishop · g6 black pawn · h6 black bishop · a5 black queen · d5 black pawn · g5 white pawn · h5 black knight · a4 black bishop · e4 black king · f4 black pawn · h4 white knight · a3 black pawn · b3 white bishop · e3 white pawn · f3 white knight · a2 white pawn · c2 white pawn · b1 black knight · e1 white rook | e8 white rook · a7 black pawn · d7 black pawn · e7 white king · f7 white queen · h7 black rook · a6 black rook · d6 black pawn · f6 white bishop · g6 black pawn · h6 black bishop · a5 black queen · d5 black pawn · g5 white pawn · h5 black knight · a4 black bishop · e4 black king · f4 black pawn · h4 white knight · a3 black pawn · b3 white bishop · e3 white pawn · f3 white knight · a2 white pawn · c2 white pawn · b1 black knight · e1 white rook | e8 white rook · a7 black pawn · d7 black pawn · e7 white king · f7 white queen · h7 black rook · a6 black rook · d6 black pawn · f6 white bishop · g6 black pawn · h6 black bishop · a5 black queen · d5 black pawn · g5 white pawn · h5 black knight · a4 black bishop · e4 black king · f4 black pawn · h4 white knight · a3 black pawn · b3 white bishop · e3 white pawn · f3 white knight · a2 white pawn · c2 white pawn · b1 black knight · e1 white rook | e8 white rook · a7 black pawn · d7 black pawn · e7 white king · f7 white queen · h7 black rook · a6 black rook · d6 black pawn · f6 white bishop · g6 black pawn · h6 black bishop · a5 black queen · d5 black pawn · g5 white pawn · h5 black knight · a4 black bishop · e4 black king · f4 black pawn · h4 white knight · a3 black pawn · b3 white bishop · e3 white pawn · f3 white knight · a2 white pawn · c2 white pawn · b1 black knight · e1 white rook | e8 white rook · a7 black pawn · d7 black pawn · e7 white king · f7 white queen · h7 black rook · a6 black rook · d6 black pawn · f6 white bishop · g6 black pawn · h6 black bishop · a5 black queen · d5 black pawn · g5 white pawn · h5 black knight · a4 black bishop · e4 black king · f4 black pawn · h4 white knight · a3 black pawn · b3 white bishop · e3 white pawn · f3 white knight · a2 white pawn · c2 white pawn · b1 black knight · e1 white rook | e8 white rook · a7 black pawn · d7 black pawn · e7 white king · f7 white queen · h7 black rook · a6 black rook · d6 black pawn · f6 white bishop · g6 black pawn · h6 black bishop · a5 black queen · d5 black pawn · g5 white pawn · h5 black knight · a4 black bishop · e4 black king · f4 black pawn · h4 white knight · a3 black pawn · b3 white bishop · e3 white pawn · f3 white knight · a2 white pawn · c2 white pawn · b1 black knight · e1 white rook | e8 white rook · a7 black pawn · d7 black pawn · e7 white king · f7 white queen · h7 black rook · a6 black rook · d6 black pawn · f6 white bishop · g6 black pawn · h6 black bishop · a5 black queen · d5 black pawn · g5 white pawn · h5 black knight · a4 black bishop · e4 black king · f4 black pawn · h4 white knight · a3 black pawn · b3 white bishop · e3 white pawn · f3 white knight · a2 white pawn · c2 white pawn · b1 black knight · e1 white rook | 6 |
| 5 | e8 white rook · a7 black pawn · d7 black pawn · e7 white king · f7 white queen · h7 black rook · a6 black rook · d6 black pawn · f6 white bishop · g6 black pawn · h6 black bishop · a5 black queen · d5 black pawn · g5 white pawn · h5 black knight · a4 black bishop · e4 black king · f4 black pawn · h4 white knight · a3 black pawn · b3 white bishop · e3 white pawn · f3 white knight · a2 white pawn · c2 white pawn · b1 black knight · e1 white rook | e8 white rook · a7 black pawn · d7 black pawn · e7 white king · f7 white queen · h7 black rook · a6 black rook · d6 black pawn · f6 white bishop · g6 black pawn · h6 black bishop · a5 black queen · d5 black pawn · g5 white pawn · h5 black knight · a4 black bishop · e4 black king · f4 black pawn · h4 white knight · a3 black pawn · b3 white bishop · e3 white pawn · f3 white knight · a2 white pawn · c2 white pawn · b1 black knight · e1 white rook | e8 white rook · a7 black pawn · d7 black pawn · e7 white king · f7 white queen · h7 black rook · a6 black rook · d6 black pawn · f6 white bishop · g6 black pawn · h6 black bishop · a5 black queen · d5 black pawn · g5 white pawn · h5 black knight · a4 black bishop · e4 black king · f4 black pawn · h4 white knight · a3 black pawn · b3 white bishop · e3 white pawn · f3 white knight · a2 white pawn · c2 white pawn · b1 black knight · e1 white rook | e8 white rook · a7 black pawn · d7 black pawn · e7 white king · f7 white queen · h7 black rook · a6 black rook · d6 black pawn · f6 white bishop · g6 black pawn · h6 black bishop · a5 black queen · d5 black pawn · g5 white pawn · h5 black knight · a4 black bishop · e4 black king · f4 black pawn · h4 white knight · a3 black pawn · b3 white bishop · e3 white pawn · f3 white knight · a2 white pawn · c2 white pawn · b1 black knight · e1 white rook | e8 white rook · a7 black pawn · d7 black pawn · e7 white king · f7 white queen · h7 black rook · a6 black rook · d6 black pawn · f6 white bishop · g6 black pawn · h6 black bishop · a5 black queen · d5 black pawn · g5 white pawn · h5 black knight · a4 black bishop · e4 black king · f4 black pawn · h4 white knight · a3 black pawn · b3 white bishop · e3 white pawn · f3 white knight · a2 white pawn · c2 white pawn · b1 black knight · e1 white rook | e8 white rook · a7 black pawn · d7 black pawn · e7 white king · f7 white queen · h7 black rook · a6 black rook · d6 black pawn · f6 white bishop · g6 black pawn · h6 black bishop · a5 black queen · d5 black pawn · g5 white pawn · h5 black knight · a4 black bishop · e4 black king · f4 black pawn · h4 white knight · a3 black pawn · b3 white bishop · e3 white pawn · f3 white knight · a2 white pawn · c2 white pawn · b1 black knight · e1 white rook | e8 white rook · a7 black pawn · d7 black pawn · e7 white king · f7 white queen · h7 black rook · a6 black rook · d6 black pawn · f6 white bishop · g6 black pawn · h6 black bishop · a5 black queen · d5 black pawn · g5 white pawn · h5 black knight · a4 black bishop · e4 black king · f4 black pawn · h4 white knight · a3 black pawn · b3 white bishop · e3 white pawn · f3 white knight · a2 white pawn · c2 white pawn · b1 black knight · e1 white rook | e8 white rook · a7 black pawn · d7 black pawn · e7 white king · f7 white queen · h7 black rook · a6 black rook · d6 black pawn · f6 white bishop · g6 black pawn · h6 black bishop · a5 black queen · d5 black pawn · g5 white pawn · h5 black knight · a4 black bishop · e4 black king · f4 black pawn · h4 white knight · a3 black pawn · b3 white bishop · e3 white pawn · f3 white knight · a2 white pawn · c2 white pawn · b1 black knight · e1 white rook | 5 |
| 4 | e8 white rook · a7 black pawn · d7 black pawn · e7 white king · f7 white queen · h7 black rook · a6 black rook · d6 black pawn · f6 white bishop · g6 black pawn · h6 black bishop · a5 black queen · d5 black pawn · g5 white pawn · h5 black knight · a4 black bishop · e4 black king · f4 black pawn · h4 white knight · a3 black pawn · b3 white bishop · e3 white pawn · f3 white knight · a2 white pawn · c2 white pawn · b1 black knight · e1 white rook | e8 white rook · a7 black pawn · d7 black pawn · e7 white king · f7 white queen · h7 black rook · a6 black rook · d6 black pawn · f6 white bishop · g6 black pawn · h6 black bishop · a5 black queen · d5 black pawn · g5 white pawn · h5 black knight · a4 black bishop · e4 black king · f4 black pawn · h4 white knight · a3 black pawn · b3 white bishop · e3 white pawn · f3 white knight · a2 white pawn · c2 white pawn · b1 black knight · e1 white rook | e8 white rook · a7 black pawn · d7 black pawn · e7 white king · f7 white queen · h7 black rook · a6 black rook · d6 black pawn · f6 white bishop · g6 black pawn · h6 black bishop · a5 black queen · d5 black pawn · g5 white pawn · h5 black knight · a4 black bishop · e4 black king · f4 black pawn · h4 white knight · a3 black pawn · b3 white bishop · e3 white pawn · f3 white knight · a2 white pawn · c2 white pawn · b1 black knight · e1 white rook | e8 white rook · a7 black pawn · d7 black pawn · e7 white king · f7 white queen · h7 black rook · a6 black rook · d6 black pawn · f6 white bishop · g6 black pawn · h6 black bishop · a5 black queen · d5 black pawn · g5 white pawn · h5 black knight · a4 black bishop · e4 black king · f4 black pawn · h4 white knight · a3 black pawn · b3 white bishop · e3 white pawn · f3 white knight · a2 white pawn · c2 white pawn · b1 black knight · e1 white rook | e8 white rook · a7 black pawn · d7 black pawn · e7 white king · f7 white queen · h7 black rook · a6 black rook · d6 black pawn · f6 white bishop · g6 black pawn · h6 black bishop · a5 black queen · d5 black pawn · g5 white pawn · h5 black knight · a4 black bishop · e4 black king · f4 black pawn · h4 white knight · a3 black pawn · b3 white bishop · e3 white pawn · f3 white knight · a2 white pawn · c2 white pawn · b1 black knight · e1 white rook | e8 white rook · a7 black pawn · d7 black pawn · e7 white king · f7 white queen · h7 black rook · a6 black rook · d6 black pawn · f6 white bishop · g6 black pawn · h6 black bishop · a5 black queen · d5 black pawn · g5 white pawn · h5 black knight · a4 black bishop · e4 black king · f4 black pawn · h4 white knight · a3 black pawn · b3 white bishop · e3 white pawn · f3 white knight · a2 white pawn · c2 white pawn · b1 black knight · e1 white rook | e8 white rook · a7 black pawn · d7 black pawn · e7 white king · f7 white queen · h7 black rook · a6 black rook · d6 black pawn · f6 white bishop · g6 black pawn · h6 black bishop · a5 black queen · d5 black pawn · g5 white pawn · h5 black knight · a4 black bishop · e4 black king · f4 black pawn · h4 white knight · a3 black pawn · b3 white bishop · e3 white pawn · f3 white knight · a2 white pawn · c2 white pawn · b1 black knight · e1 white rook | e8 white rook · a7 black pawn · d7 black pawn · e7 white king · f7 white queen · h7 black rook · a6 black rook · d6 black pawn · f6 white bishop · g6 black pawn · h6 black bishop · a5 black queen · d5 black pawn · g5 white pawn · h5 black knight · a4 black bishop · e4 black king · f4 black pawn · h4 white knight · a3 black pawn · b3 white bishop · e3 white pawn · f3 white knight · a2 white pawn · c2 white pawn · b1 black knight · e1 white rook | 4 |
| 3 | e8 white rook · a7 black pawn · d7 black pawn · e7 white king · f7 white queen · h7 black rook · a6 black rook · d6 black pawn · f6 white bishop · g6 black pawn · h6 black bishop · a5 black queen · d5 black pawn · g5 white pawn · h5 black knight · a4 black bishop · e4 black king · f4 black pawn · h4 white knight · a3 black pawn · b3 white bishop · e3 white pawn · f3 white knight · a2 white pawn · c2 white pawn · b1 black knight · e1 white rook | e8 white rook · a7 black pawn · d7 black pawn · e7 white king · f7 white queen · h7 black rook · a6 black rook · d6 black pawn · f6 white bishop · g6 black pawn · h6 black bishop · a5 black queen · d5 black pawn · g5 white pawn · h5 black knight · a4 black bishop · e4 black king · f4 black pawn · h4 white knight · a3 black pawn · b3 white bishop · e3 white pawn · f3 white knight · a2 white pawn · c2 white pawn · b1 black knight · e1 white rook | e8 white rook · a7 black pawn · d7 black pawn · e7 white king · f7 white queen · h7 black rook · a6 black rook · d6 black pawn · f6 white bishop · g6 black pawn · h6 black bishop · a5 black queen · d5 black pawn · g5 white pawn · h5 black knight · a4 black bishop · e4 black king · f4 black pawn · h4 white knight · a3 black pawn · b3 white bishop · e3 white pawn · f3 white knight · a2 white pawn · c2 white pawn · b1 black knight · e1 white rook | e8 white rook · a7 black pawn · d7 black pawn · e7 white king · f7 white queen · h7 black rook · a6 black rook · d6 black pawn · f6 white bishop · g6 black pawn · h6 black bishop · a5 black queen · d5 black pawn · g5 white pawn · h5 black knight · a4 black bishop · e4 black king · f4 black pawn · h4 white knight · a3 black pawn · b3 white bishop · e3 white pawn · f3 white knight · a2 white pawn · c2 white pawn · b1 black knight · e1 white rook | e8 white rook · a7 black pawn · d7 black pawn · e7 white king · f7 white queen · h7 black rook · a6 black rook · d6 black pawn · f6 white bishop · g6 black pawn · h6 black bishop · a5 black queen · d5 black pawn · g5 white pawn · h5 black knight · a4 black bishop · e4 black king · f4 black pawn · h4 white knight · a3 black pawn · b3 white bishop · e3 white pawn · f3 white knight · a2 white pawn · c2 white pawn · b1 black knight · e1 white rook | e8 white rook · a7 black pawn · d7 black pawn · e7 white king · f7 white queen · h7 black rook · a6 black rook · d6 black pawn · f6 white bishop · g6 black pawn · h6 black bishop · a5 black queen · d5 black pawn · g5 white pawn · h5 black knight · a4 black bishop · e4 black king · f4 black pawn · h4 white knight · a3 black pawn · b3 white bishop · e3 white pawn · f3 white knight · a2 white pawn · c2 white pawn · b1 black knight · e1 white rook | e8 white rook · a7 black pawn · d7 black pawn · e7 white king · f7 white queen · h7 black rook · a6 black rook · d6 black pawn · f6 white bishop · g6 black pawn · h6 black bishop · a5 black queen · d5 black pawn · g5 white pawn · h5 black knight · a4 black bishop · e4 black king · f4 black pawn · h4 white knight · a3 black pawn · b3 white bishop · e3 white pawn · f3 white knight · a2 white pawn · c2 white pawn · b1 black knight · e1 white rook | e8 white rook · a7 black pawn · d7 black pawn · e7 white king · f7 white queen · h7 black rook · a6 black rook · d6 black pawn · f6 white bishop · g6 black pawn · h6 black bishop · a5 black queen · d5 black pawn · g5 white pawn · h5 black knight · a4 black bishop · e4 black king · f4 black pawn · h4 white knight · a3 black pawn · b3 white bishop · e3 white pawn · f3 white knight · a2 white pawn · c2 white pawn · b1 black knight · e1 white rook | 3 |
| 2 | e8 white rook · a7 black pawn · d7 black pawn · e7 white king · f7 white queen · h7 black rook · a6 black rook · d6 black pawn · f6 white bishop · g6 black pawn · h6 black bishop · a5 black queen · d5 black pawn · g5 white pawn · h5 black knight · a4 black bishop · e4 black king · f4 black pawn · h4 white knight · a3 black pawn · b3 white bishop · e3 white pawn · f3 white knight · a2 white pawn · c2 white pawn · b1 black knight · e1 white rook | e8 white rook · a7 black pawn · d7 black pawn · e7 white king · f7 white queen · h7 black rook · a6 black rook · d6 black pawn · f6 white bishop · g6 black pawn · h6 black bishop · a5 black queen · d5 black pawn · g5 white pawn · h5 black knight · a4 black bishop · e4 black king · f4 black pawn · h4 white knight · a3 black pawn · b3 white bishop · e3 white pawn · f3 white knight · a2 white pawn · c2 white pawn · b1 black knight · e1 white rook | e8 white rook · a7 black pawn · d7 black pawn · e7 white king · f7 white queen · h7 black rook · a6 black rook · d6 black pawn · f6 white bishop · g6 black pawn · h6 black bishop · a5 black queen · d5 black pawn · g5 white pawn · h5 black knight · a4 black bishop · e4 black king · f4 black pawn · h4 white knight · a3 black pawn · b3 white bishop · e3 white pawn · f3 white knight · a2 white pawn · c2 white pawn · b1 black knight · e1 white rook | e8 white rook · a7 black pawn · d7 black pawn · e7 white king · f7 white queen · h7 black rook · a6 black rook · d6 black pawn · f6 white bishop · g6 black pawn · h6 black bishop · a5 black queen · d5 black pawn · g5 white pawn · h5 black knight · a4 black bishop · e4 black king · f4 black pawn · h4 white knight · a3 black pawn · b3 white bishop · e3 white pawn · f3 white knight · a2 white pawn · c2 white pawn · b1 black knight · e1 white rook | e8 white rook · a7 black pawn · d7 black pawn · e7 white king · f7 white queen · h7 black rook · a6 black rook · d6 black pawn · f6 white bishop · g6 black pawn · h6 black bishop · a5 black queen · d5 black pawn · g5 white pawn · h5 black knight · a4 black bishop · e4 black king · f4 black pawn · h4 white knight · a3 black pawn · b3 white bishop · e3 white pawn · f3 white knight · a2 white pawn · c2 white pawn · b1 black knight · e1 white rook | e8 white rook · a7 black pawn · d7 black pawn · e7 white king · f7 white queen · h7 black rook · a6 black rook · d6 black pawn · f6 white bishop · g6 black pawn · h6 black bishop · a5 black queen · d5 black pawn · g5 white pawn · h5 black knight · a4 black bishop · e4 black king · f4 black pawn · h4 white knight · a3 black pawn · b3 white bishop · e3 white pawn · f3 white knight · a2 white pawn · c2 white pawn · b1 black knight · e1 white rook | e8 white rook · a7 black pawn · d7 black pawn · e7 white king · f7 white queen · h7 black rook · a6 black rook · d6 black pawn · f6 white bishop · g6 black pawn · h6 black bishop · a5 black queen · d5 black pawn · g5 white pawn · h5 black knight · a4 black bishop · e4 black king · f4 black pawn · h4 white knight · a3 black pawn · b3 white bishop · e3 white pawn · f3 white knight · a2 white pawn · c2 white pawn · b1 black knight · e1 white rook | e8 white rook · a7 black pawn · d7 black pawn · e7 white king · f7 white queen · h7 black rook · a6 black rook · d6 black pawn · f6 white bishop · g6 black pawn · h6 black bishop · a5 black queen · d5 black pawn · g5 white pawn · h5 black knight · a4 black bishop · e4 black king · f4 black pawn · h4 white knight · a3 black pawn · b3 white bishop · e3 white pawn · f3 white knight · a2 white pawn · c2 white pawn · b1 black knight · e1 white rook | 2 |
| 1 | e8 white rook · a7 black pawn · d7 black pawn · e7 white king · f7 white queen · h7 black rook · a6 black rook · d6 black pawn · f6 white bishop · g6 black pawn · h6 black bishop · a5 black queen · d5 black pawn · g5 white pawn · h5 black knight · a4 black bishop · e4 black king · f4 black pawn · h4 white knight · a3 black pawn · b3 white bishop · e3 white pawn · f3 white knight · a2 white pawn · c2 white pawn · b1 black knight · e1 white rook | e8 white rook · a7 black pawn · d7 black pawn · e7 white king · f7 white queen · h7 black rook · a6 black rook · d6 black pawn · f6 white bishop · g6 black pawn · h6 black bishop · a5 black queen · d5 black pawn · g5 white pawn · h5 black knight · a4 black bishop · e4 black king · f4 black pawn · h4 white knight · a3 black pawn · b3 white bishop · e3 white pawn · f3 white knight · a2 white pawn · c2 white pawn · b1 black knight · e1 white rook | e8 white rook · a7 black pawn · d7 black pawn · e7 white king · f7 white queen · h7 black rook · a6 black rook · d6 black pawn · f6 white bishop · g6 black pawn · h6 black bishop · a5 black queen · d5 black pawn · g5 white pawn · h5 black knight · a4 black bishop · e4 black king · f4 black pawn · h4 white knight · a3 black pawn · b3 white bishop · e3 white pawn · f3 white knight · a2 white pawn · c2 white pawn · b1 black knight · e1 white rook | e8 white rook · a7 black pawn · d7 black pawn · e7 white king · f7 white queen · h7 black rook · a6 black rook · d6 black pawn · f6 white bishop · g6 black pawn · h6 black bishop · a5 black queen · d5 black pawn · g5 white pawn · h5 black knight · a4 black bishop · e4 black king · f4 black pawn · h4 white knight · a3 black pawn · b3 white bishop · e3 white pawn · f3 white knight · a2 white pawn · c2 white pawn · b1 black knight · e1 white rook | e8 white rook · a7 black pawn · d7 black pawn · e7 white king · f7 white queen · h7 black rook · a6 black rook · d6 black pawn · f6 white bishop · g6 black pawn · h6 black bishop · a5 black queen · d5 black pawn · g5 white pawn · h5 black knight · a4 black bishop · e4 black king · f4 black pawn · h4 white knight · a3 black pawn · b3 white bishop · e3 white pawn · f3 white knight · a2 white pawn · c2 white pawn · b1 black knight · e1 white rook | e8 white rook · a7 black pawn · d7 black pawn · e7 white king · f7 white queen · h7 black rook · a6 black rook · d6 black pawn · f6 white bishop · g6 black pawn · h6 black bishop · a5 black queen · d5 black pawn · g5 white pawn · h5 black knight · a4 black bishop · e4 black king · f4 black pawn · h4 white knight · a3 black pawn · b3 white bishop · e3 white pawn · f3 white knight · a2 white pawn · c2 white pawn · b1 black knight · e1 white rook | e8 white rook · a7 black pawn · d7 black pawn · e7 white king · f7 white queen · h7 black rook · a6 black rook · d6 black pawn · f6 white bishop · g6 black pawn · h6 black bishop · a5 black queen · d5 black pawn · g5 white pawn · h5 black knight · a4 black bishop · e4 black king · f4 black pawn · h4 white knight · a3 black pawn · b3 white bishop · e3 white pawn · f3 white knight · a2 white pawn · c2 white pawn · b1 black knight · e1 white rook | e8 white rook · a7 black pawn · d7 black pawn · e7 white king · f7 white queen · h7 black rook · a6 black rook · d6 black pawn · f6 white bishop · g6 black pawn · h6 black bishop · a5 black queen · d5 black pawn · g5 white pawn · h5 black knight · a4 black bishop · e4 black king · f4 black pawn · h4 white knight · a3 black pawn · b3 white bishop · e3 white pawn · f3 white knight · a2 white pawn · c2 white pawn · b1 black knight · e1 white rook | 1 |
|   | a | b | c | d | e | f | g | h |   |